# Droga wojewódzka 786
Die Droga wojewódzka 786 (DW 786) ist eine 120 Kilometer lange Droga wojewódzka (Woiwodschaftsstraße) in der polnischen Woiwodschaft Schlesien und der Woiwodschaft Heiligkreuz, die Częstochowa mit Kielce verbindet. Die Strecke liegt in der kreisfreien Stadt Częstochowa, im Powiat Częstochowski, im Powiat Włoszczowski, im Powiat Kielecki und in der kreisfreien Stadt Kielce.

## Streckenverlauf
Woiwodschaft Schlesien, Kreisfreie Stadt Częstochowa
-  Częstochowa (Tschenstochau, Czenstochau) (A 1, DK 1, DK 43, DK 46, DK 91, DW 483, DW 491, DW 494, DW 908)

Woiwodschaft Schlesien, Powiat Częstochowski
- Jaskrów
- Wancerzów
- Mstów
- Zawada
- Mokrzesz
- Jaźwiny
- Pniaki Mokrzeskie
- Wola Mokrzeska
- Smyków
-  Święta Anna (DW 784, DW 793)
- Olbrachcice
- Ulesie
- Luborcza
- Stary Koniecpol
-  Koniecpol (DW 794)
- Michałów

Woiwodschaft Heiligkreuz, Powiat Włoszczowski
- Gabrielów
- Brzozowa
-  Secemin (DW 795)
- Czarnca
- Kuzki
-  Włoszczowa (DW 742, DW 785)
- Sułków
- Krasocin
- Lipie Pierwsze
- Jakubów
- Mieczyn

Woiwodschaft Heiligkreuz, Powiat Kielecki
- Jedle
-  Łopuszno (DW 728)
- Wielebnów
- Snochowice
- Stara Wieś
-  Ruda Strawczyńska (DW 748)
- Promnik
- Micigózd
-  Piekoszów (DW 761)
- Szczukowskie Górki

Woiwodschaft Heiligkreuz, Kreisfreie Stadt Kielce
-  Kielce (S 7, S 74, DK 73, DK 94, DW 745, DW 761, DW 762, DW 764)